# Jorge Ignacio Palma
Jorge Ignacio Palma (Ibagué, 8 de noviembre de 1982), conocido también como Jorge Ignacio P. J. y Nacho Palma, es un agresor sexual y asesino en serie colombiano que asesinó a 3 mujeres en España. Estas mujeres fueron identificadas por las autoridades como Marta Calvo Burón, Lady Marcela Vargas y Arliene Ramos Dos Santos. Además de esto, las autoridades le acusaron de ser el responsable de 33 delitos contra 10 mujeres.
Todas las víctimas fueron halladas en la misma localidad de Valencia, España, con el mismo patrón: utilizaba cocaína para drogar a las mujeres, abusar sexualmente de ellas y luego desmembrarlas; por esto fue «acusado de asesinato en serie de mujeres». Una cuarta víctima logró sobrevivir y fue cuando se le informó a las autoridades sobre estos sucesos.
Conocido como El descuartizador, confesó haber asesinado a Marta Calvo en noviembre de 2019. Por su modus operandi, las autoridades españolas le han definido como un asesino en serie.
En julio de 2022 fue hallado culpable de todos los cargos. El 1 de septiembre de 2022 fue condenado a 159 años y 11 meses de prisión.
En septiembre de 2024, la Sala de lo Penal del Tribunal Supremo impone la prisión permanente revisable al asesino de Marta Calvo y de otras dos mujeres con las que mantuvo relaciones sexuales.

## Antecedentes
Palma nació en el municipio de Ibagué, Colombia. En 2004, la Guardia Civil lo señaló como un integrante de una banda de narcotraficantes que se encargaba de traficar drogas en España, específicamente en Extremadura. El organismo militar formuló un escrito donde oficialmente se le relacionó por el tráfico de drogas junto con otras 14 personas. Con todas estas investigaciones, Palma finalmente aceptó su responsabilidad al afirmar que sirvió de «transporte para recoger droga en Algeciras y llevarla a Llerena». Por esto, las autoridades españolas le condenaron a 3 años de prisión.
En 2008 fue detenido en Brescia, Italia por el porte y tráfico de sustancias alucinógenas (le fueron incautados 9 kilogramos de cocaína); en esta ocasión, estaba acompañado por su abuelo y también por un narcotraficante rumano. En Pamplona, España, también estuvo implicado por el tráfico de 300 gramos de cocaína.

## Asesinatos
A Palma se le relaciona directamente por el asesinato y descuartizamiento de la española Marta Calvo. Después de una serie de investigaciones por el suceso, Palma confesó haber descuartizado a Calvo, también dijo que arrojó las partes de su cuerpo en diferentes contenedores de basura.
Las autoridades de Valencia, lugar donde se cometió el asesinato, aseguran que Palma también ha perpetrado varios asesinatos en Valencia, concretamente de dos mujeres. Una de ellas, una prostituta colombiana llamada Lady Marcela Vargas con la cual mantuvo relaciones sexuales y en la cual se utilizaron distintas drogas, después del acto, encontraron a la mujer convulsionando; el hecho ocurrió en el barrio de Ruzafa.
También ha sido acusado formalmente por la muerte de la prostituta brasileña Arliene Ramos. Al igual que las anteriores, en este caso también se utilizaron diversas drogas en las relaciones sexuales.